# Monument à Danton
Pour l’article homonyme, voir Monument à Danton (Tarbes).
Le Monument à Danton est un groupe sculptural en bronze réalisée par Auguste Paris en 1891. Le monument représente le député de la Convention et révolutionnaire Georges-Jacques Danton en train de haranguer le peuple. La statue fut commandée par la ville de Paris en 1887, pour les commémorations du centenaire de la Révolution française de 1789. Un concours fut organisé qui fit choisir le projet d'Auguste Paris. Le bronze a été fondu par Thiébaut. Le piédestal fut réalisé par l'architecte Alexandre Lépouzé. Le monument se situe dans le 6e arrondissement de Paris, place Henri-Mondor au 97 boulevard Saint-Germain.

## Description
Le groupe sculptural représente Danton debout, dans une attitude de tribun en train d'entonner un discours. À ses côtés deux jeunes conscrits en armes le regardent. La statue repose sur un piédestal : à l'avant sont inscrits « À DANTON - La ville de Paris - Ce monument a été érigé à la place qu'occupait la maison habitée par Danton dans la partie aujourd'hui démolie de la cour du commerce ».

## Historique
En 1887, la ville de Paris, dans la perspective des commémorations du centenaire de la Révolution française, qui se dérouleront deux ans plus tard, commande un monument destiné à glorifier les idéaux révolutionnaires. Le choix du tribun Georges-Jacques Danton s'impose, car il représentait le patriotisme, après la défaite de la France dans la guerre de 1870, et fut un défenseur de l'éducation du peuple, à une période d’essor de l’enseignement public. Ce choix rencontra cependant une forte opposition de la droite, pour qui Danton symbolisait aussi la violence révolutionnaire, à travers les massacres de Septembre.